# Tooni
Tooni (Russisch: Тони) is een plaats in de Estlandse gemeente Tartu vald, provincie Tartumaa. De plaats heeft de status van dorp (Estisch: küla) en telt 12 inwoners (2021).
Tooni ligt op het eiland Piirissaar in het Peipusmeer. Tot in 2017 vormde het eiland een aparte gemeente, Piirissaare, met Tooni als hoofdplaats. In dat jaar werd de gemeente bij de gemeente Tartu vald gevoegd.
Bij Tooni ligt, aan het kanaal dat het eiland van noord naar zuid doorsnijdt, de veerhaven van het eiland.

## Geschiedenis
Net als de beide andere dorpen op het eiland, Piiri en Saare, wordt Tooni van oudsher bewoond door Russen. Het eiland behoorde eerst tot de Russische provincie Sint-Petersburg. In de vijftiende eeuw werd Piirissaar opgedeeld. Piiri ging naar het Prinsbisdom Dorpat, de beide andere dorpen bleven bij Sint-Petersburg. Beide delen kwamen weer bij elkaar toen Estland in 1918 onafhankelijk was geworden.
Na de Grote Noordse Oorlog vestigden zich Oudgelovigen op het eiland. Zij vormen er nog steeds de meerderheid.
Tooni is het jongste van de drie dorpen. Het is gesticht in 1862 door de bewoners van het voormalige dorp Porka, dat bij een overstroming vanuit het Peipusmeer was vernietigd.
In Tooni staat een Russisch-orthodoxe kerk, de Petrus-en-Pauluskerk (Estisch: Peeter-Pauli kirik), die gebouwd is in 1933. In 1964 werd de kerk dankzij het teruglopende aantal gelovigen buiten gebruik gesteld.

## Foto's

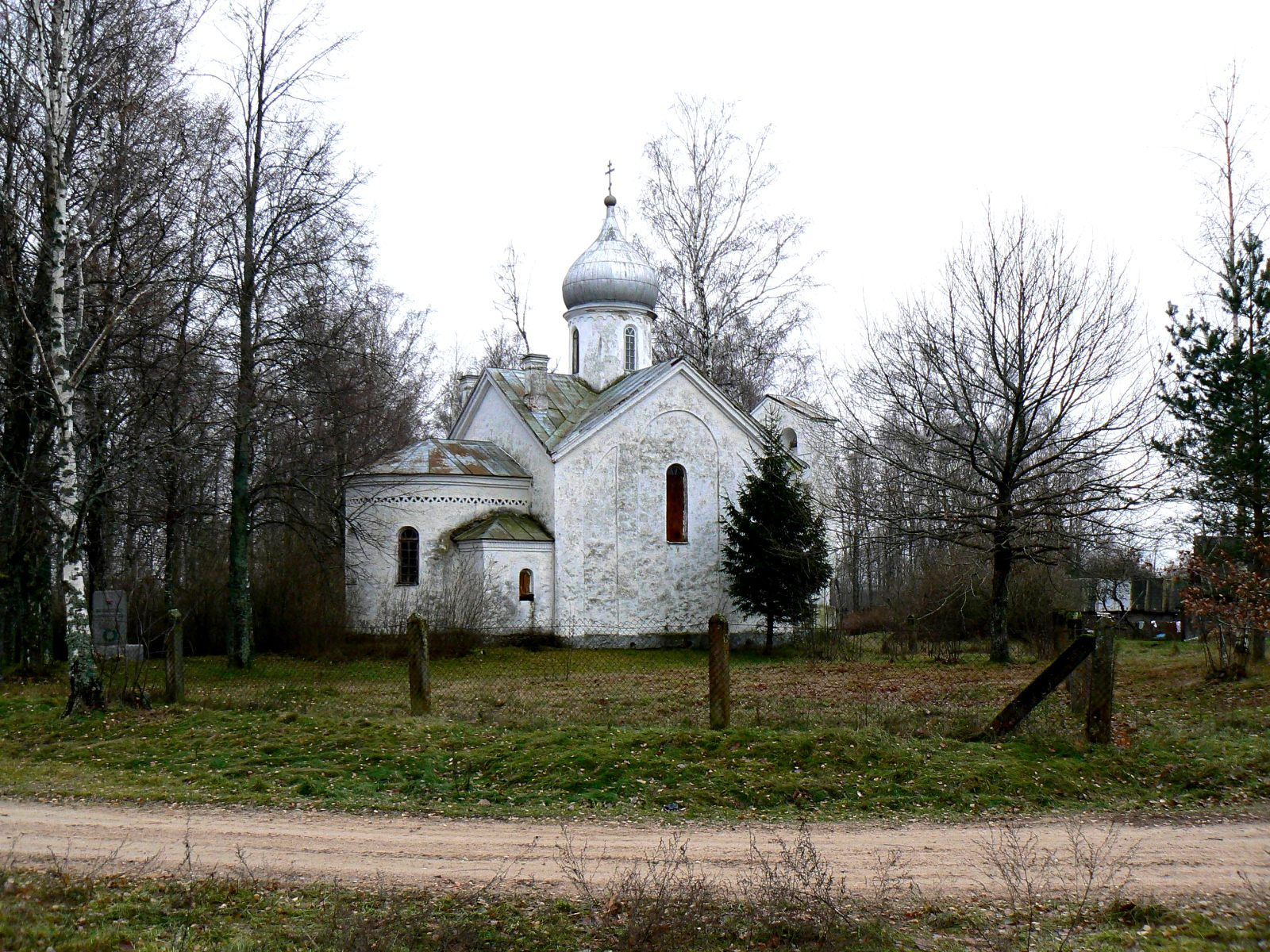
De Petrus-en-Pauluskerk
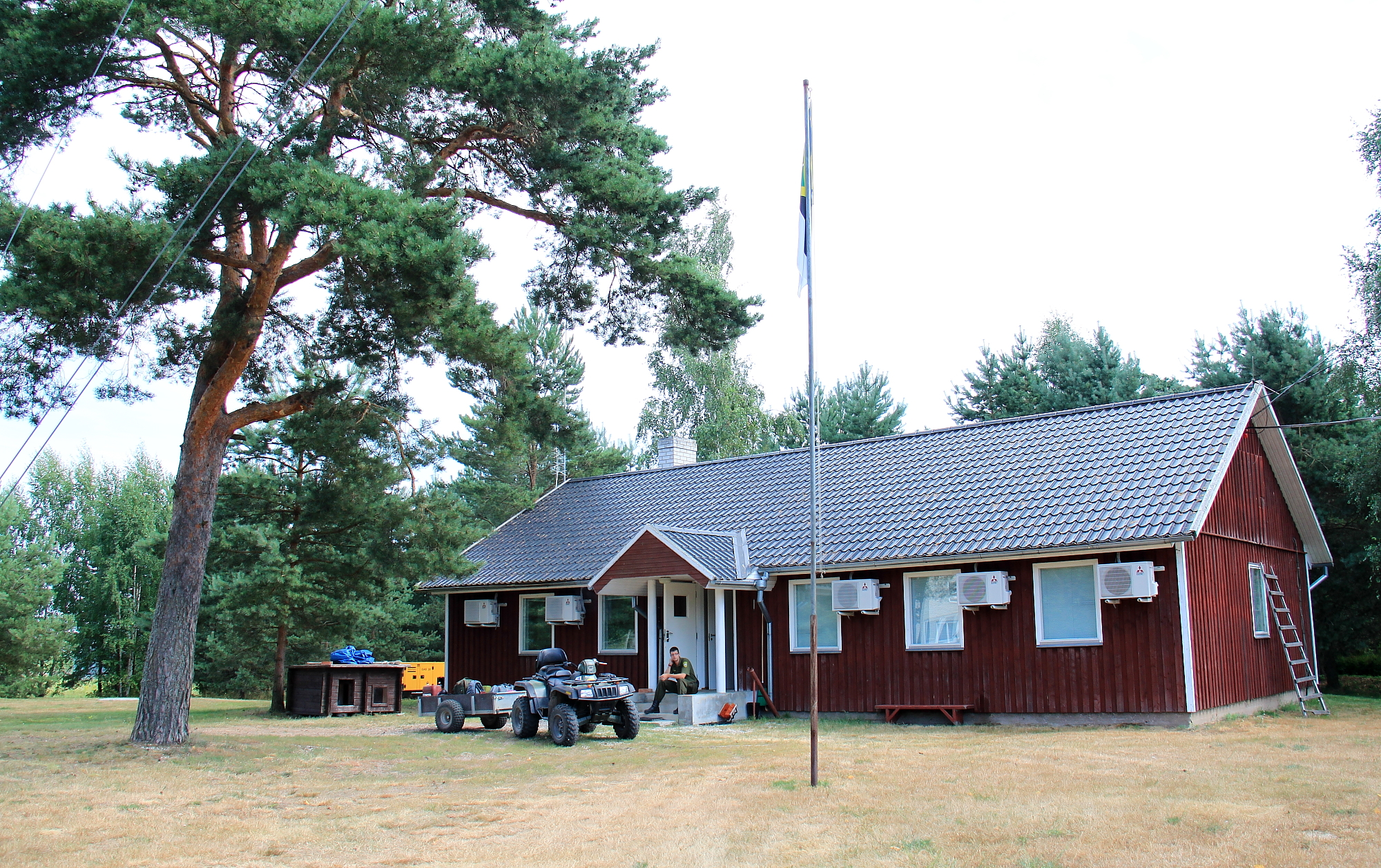
Kantoor van de Estische grenspolitie
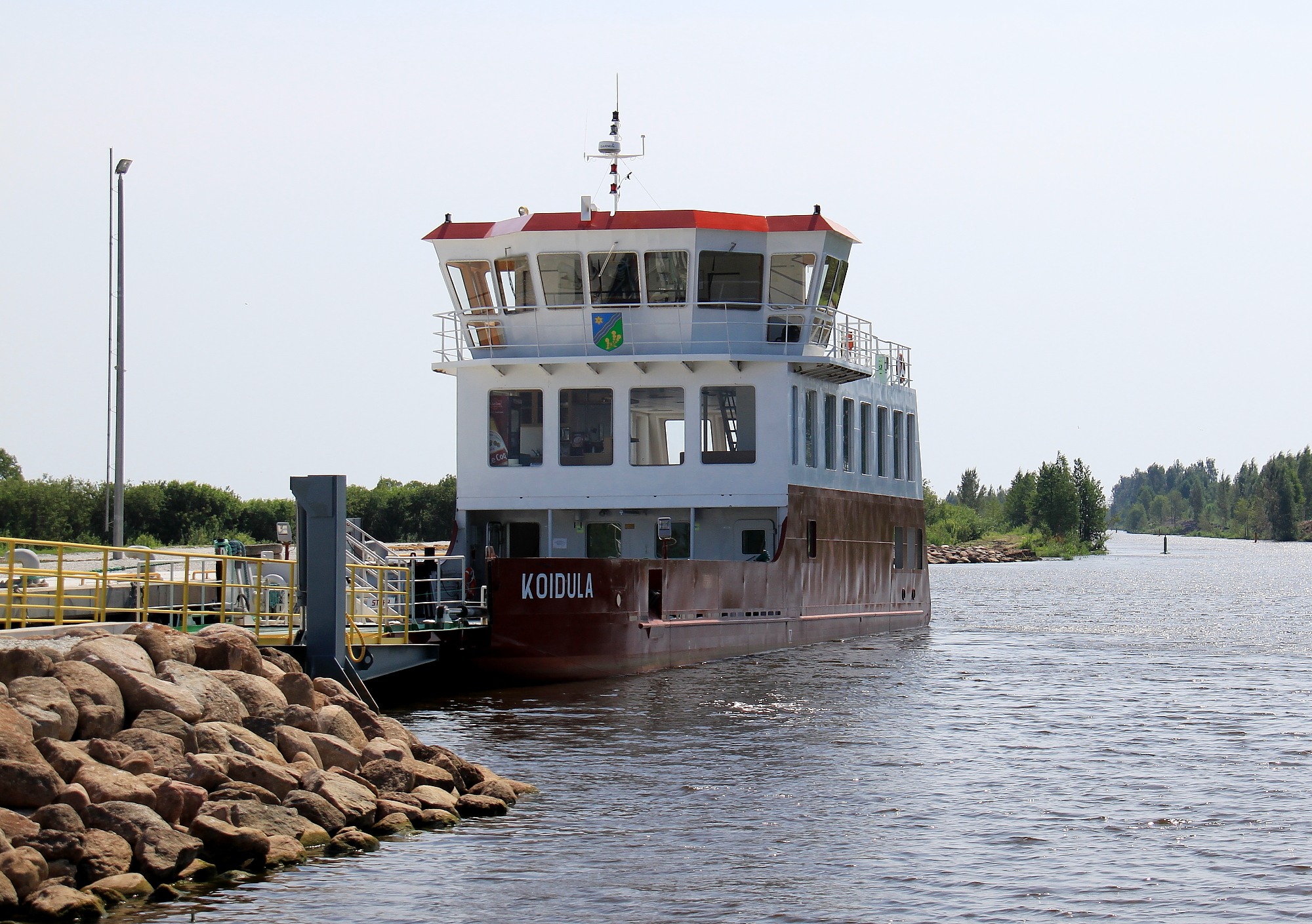
Het schip Koidula, dat de veerdienst tussen Laaksaare en Piirissaar onderhoudt.